# Chiesa di San Lorenzo Martire (Sauris di Sopra)
La chiesa di San Lorenzo Martire è un luogo di culto di Sauris di Sopra, frazione del comune sparso di Sauris, in provincia ed arcidiocesi di Udine; fa parte della forania della Montagna.

## Storia
Una chiesa a Sauris di Sopra è attestata sin dal 1328. Detto edificio venne ricostruito nel corso del XVI secolo in stile gotico. Tra il 1962 e il 1963 e nel 1983 la chiesa venne completamente restaurata.

## Interno
All'interno della chiesa sono conservati un altare barocco in marmo con statue dei Santi Giuseppe e Lorenzo, l'altare della Madonna del Rosario, opera seicentesca di Girolamo Comuzzo, le cui statue sono state rubate e il Flügelaltar, scolpito da Michele Parth nel 1551.